# Copidosoma lymani
Copidosoma lymani is een vliesvleugelig insect uit de familie Encyrtidae. De wetenschappelijke naam is voor het eerst geldig gepubliceerd in 1907 door Howard.